# Злотув
Злотув (пол. Złotów, нім. Flatow) — місто в північно-західній Польщі, на річці Гломя (пол. Głomia).

## Демографія
Демографічна структура станом на 31 березня 2011 року:
|          | Загалом | Допрацездатний вік | Працездатний вік | Постпрацездатний вік |
| -------- | ------- | ------------------ | ---------------- | -------------------- |
| Чоловіки | 9002    | 1800               | 6408             | 794                  |
| Жінки    | 9758    | 1770               | 5951             | 2037                 |
| Разом    | 18760   | 3570               | 12359            | 2831                 |